# Muhammad Hossein Naini
Mirza Mohammad Hussein Naini Gharavi (persan : ميرزا محمد حسین نائینی غروی), né à Nain en Iran, le 25 mai 1860 et mort en 1936, est un Marja-e taqlid, chiite duodécimain iranien. 
Son père Mirza Abdol Rahim et son grand-père Haji Mirza Saeed, étaient tous deux des cheikhs de Nain. Mohammad Hussein s'est révélé être l'élève le plus compétent de l'ayatollah Kazem Khorasani. L'ayatollah Naini est considéré comme le théoricien le plus célèbre de la révolution constitutionnelle iranienne. Parmi ses œuvres, des références notables sont : Dubios Habit, Vassilat'un Nijat et Ressalat la Zarar. En 1987, en Iran, le 50e anniversaire de la mort de l'ayatollah Mirza Mohammed Hussein Naini a été commémoré par l'émission de timbres.

## Biographie

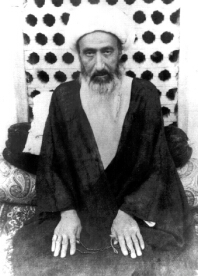
Mirza Naini à Nadjaf

Naini est né dans une famille religieuses à Nain (Iran), le 25 mai 1860, (15 Dhou al qi`da 1276 AH). Son père Mirza Abdol Rahim et le grand-père de Haji Mirza Saeed, les deux l'un après l'autre ont été les Cheikhs de Nain. L'Ayatollah Muhammad Hussein Naini, qui est mieux connu sous le nom de Mirza Naini, fait ses études primaires à Nain, puis en 1877, quand il a 17 ans, déménage à Ispahan. Ici, il vit avec Haji Shaikh Muhammad Baqir Isfahani durant sept ans. Ce dernier appartenait à une éminente famille de clercs d'Ispahan et était lui-même le plus puissant des Mujtahid de la ville. Après avoir terminé l'éducation de base, il s'installe à Nadjaf, en Irak, pour atteindre le degré de l'Ijtihad. Il a prouvé lui-même être le plus compétent des étudiants de l'Ayatollah Kazem Khorasani.
Au début de la Première Guerre mondiale, les érudits chiites et les religieux d'Irak n'étaient pas les partisans des puissances alliées, cependant, ils sont entrés en scène et ont déclaré la guerre sainte contre le pouvoir central. En conséquence, Mirza Naini a été exilé avec Abul Hassan Isfahani en Iran. Ils ont été accueillis et reçus par Abdul-Karim Ha'eri Yazdi, alors chef de l'école religieuse de Feizieh. Cependant, après un court séjour, Naini a été autorisé à rentrer en Irak avec pour conseil de ne pas s'impliquer dans la politique.
L'ayatollah Mirza Hussain Naini est décédé en 1936 à l'âge de 76 ans. Il est enterré en Irak à côté du sanctuaire de l'Imam Ali  à Najaf.

## Enseignement et politique

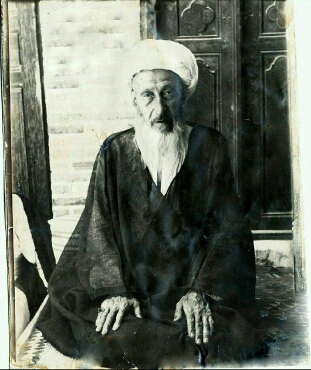
L'ayatollah Mirza Hussein Naini âgé.

### Défense de la démocratie
L'une des préoccupations majeures d'Akhund Khurasani et d'autres marja' est de familiariser le public avec les idées d'État-nation démocratique et de constitution moderne. Akhund Khurasani demande aux savants religieux iraniens de diffuser des sermons à ce sujet pour dissiper les doutes semés par Nouri et ses camarades, qui pensent que le constitutionnalisme est incompatible avec l'islam. Son élève et proche associé, qui obtient plus tard le rang de marja', Muhammad Hussain Naini, écrit un livre, Tanbih al-Ummah wa Tanzih al-Milla, pour contrer la propagande du groupe de Nouri,,. Il consacre de nombreuses pages à la distinction entre régimes tyranniques et régimes démocratiques. Dans les démocraties, le pouvoir est partagé et limité par une constitution. Il maintient qu'en l'absence de l'imam Mahdi, tous les gouvernements sont condamnés à être imparfaits et injustes, si bien qu'il faut préférer le moindre mal. Par conséquent, la démocratie constitutionnelle est une meilleure option pour contribuer à améliorer la condition de la société que l'absolutisme, et pour gérer les affaires du monde en s'appuyant sur la consultation et une meilleure planification. Il conçoit les membres élus du Parlement comme des représentants du peuple et non des députés de l'imam, puisque leur autorité n'a pas besoin d'une justification religieuse. Il dit que l'ouléma tyrannique aussi bien que les sociétés radicales qui favorisent le système majoritaire (en) sont des menaces tant pour l'islam que pour la démocratie. Le peuple doit éviter les forces de destruction, de corruption et de division et maintenir l'unité nationale,. Il consacre de longs passages de son livre à la définition et la condamnation de la tyrannie religieuse. Il en arrive alors à défendre la liberté d'opinion et d'expression, l'égalité de tous les citoyens aux yeux de l'État-nation, quelle que soit leur religion, la séparation des pouvoirs exécutif, législatif et judiciaire, la responsabilité du roi, le droit du peuple à partager le pouvoir,.
Cependant, autour de 1911, le soutien de Naini au constitutionnalisme s'effrite. L'exécution de Nouri et l'éviction progressive des oulémas du Parlement ont raison de ses convictions,.

### Élèves

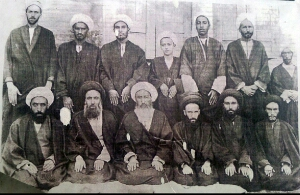
Mirza Naini (au milieu) avec d'autres universitaires et étudiants

Les noms de certains des étudiants qui ont bénéficié de l'enseignement de Mirza Naini comprennent les érudits et les clercs suivants :
- Cheikh Mohammad Ali Kazemi Khorassani ;
- Seyyed Mohsen Tabatabai Hakim[15] ;
- Abu al-Qasim al-Khoei[16] ;
- Muhammad Husayn Tabataba'i
- Muhammad Taqi Bahjat
- Sayyed Hadi Milani
- Sayyed Jamal Al din Golpayegani
- Cheikh Muhammad Ali Kazemini
- Cheikh Mousa Khansari[17].

Parmi les érudits chiites usulistes modernes, Mirza Naini est considéré comme l'un des fondateurs des principes modernes de la jurisprudence. Le développement intellectuel en termes de progrès social de la science peut être observé entre Mirza Naini et son vénéré Maître Ayatollah Kazem Khorasani, qui établit le fait que la différence d'opinion n'est pas la cause des hostilités, la base même de la bataille est l'ignorance. Son maître représente la pensée islamique sadrienne. Il défend les principes de la « philosophie sadrienne », avec son plein soutien à la vision sadrienne dans l'interprétation de la causalité et de sa relation avec la liberté. De l'autre côté, son élève (Mirza Naini) a été l'un des principaux détracteurs du point de vue sadrien. D'une manière et avec une méthode nouvelles, il a critiqué la pensée philosophique sadrienne et a présenté un nouveau point de vue sur la relation entre la causalité et la liberté humaine.

### Naini en tant que politicien
L'ayatollah Naini a été actif à la fois dans la révolution constitutionnelle iranienne et dans la politique irakienne. En tant que politicien, son point de vue principal sur la forme de gouvernement est clair : il a suggéré la forme de gouvernement par un souverain infaillible pleinement responsable de la volonté de Dieu, qui pourrait être capable de sauvegarder les intérêts des gens. Ce type de décision n'est pas possible à l'ère de l'occultation majeure de l'Imam Mahdi. Par conséquent, des efforts devraient être faits pour arranger la décision d'hommes justes et honnêtes ayant le devoir de contrôler le gouvernement, directement responsable de la volonté de Dieu par l'Imam Mahdi. Il a en outre fait valoir que dans une telle situation, il est connu que l'accès à des dirigeants avec des caractéristiques aussi respectées devient incontestable et que les gens n'ont généralement pas leur mot à dire sur ces questions, il est donc obligatoire de respecter les deux principes suivants :
1. Pour mettre en œuvre la loi ;
2. De nommer des hommes sages comme des superviseurs.

Il s'agissait des étapes possibles pour éliminer le fossé énorme entre la situation actuelle et les objectifs souhaités de former un gouvernement progressiste pour l'amélioration de la population.

## Œuvres
Mirza Naini, expert d'Usul al Fiqh, a été le premier être humain de l'histoire de l'Iran à interpréter l'idée de dictature religieuse. Naini a souligné le concept d'Aql (raisonnement dialectique) et a estimé que l'islam était compatible avec le progrès. Il a également soutenu que la forme d'autocratie la plus intolérable était la tyrannie imposée par un État religieux. Il avait écrit un livre, Tanbih al-Ummah wa Tanzih Al-Milla (l'éveil de la communauté et le raffinement des nations), qui a été traduit en arabe par Salih Kashi al Gheta et publié en 1909 par l'Institut d'études stratégiques de Bagdad. Son livre se rapporte principalement à la théorie de la révolution constitutionnelle avec ses délibérations sur les principaux sujets de « l'ignorance et du despotisme ». Dans son livre, il a discuté entre autres, l'opinion selon laquelle la liberté de la plume et de la parole sont toutes deux les libertés nécessaires accordées par Dieu pour se libérer du despotisme (taghut).
En élaborant son point de vue et en répondant aux opposants au constitutionnalisme, il a souligné que la loi islamique a deux catégories distinctes : les lois primaires (manṣūṣ) sont fondées sur le Coran et d'autres principes islamiques connus, elles sont immuables. Les lois secondaires, en revanche, sont susceptibles de changer, en fonction des circonstances temporelles et spatiales, ce qui en fait le domaine approprié pour la législation. C'est donc seulement au sujet de la seconde catégorie de lois qu'il est possible de légiférer - pour les modifier ou les supprimer. Pour Naini, c'est l'assemblée consultative des députés qui a ce pouvoir de légiférer. Pour lui, le principe de consultation, fondé dans le Coran, est essentiel. Mohsen Kadivar relève une difficulté que Naini laisse sans solution : si les commandements non manṣūṣ peuvent être amendés et adaptés quand ils sont en conflit avec les exigences de la modernité, comment résoudre la contradiction quand il s'agit de prescriptions de la première catégorie ?